# اچ‌ام‌اس گلوریوکس
اچ‌ام‌اس گلوریوکس (به انگلیسی: HMS Glorieux) یک کشتی است که طول آن ۱۷۵ فوت (۵۳ متر) می‌باشد. این کشتی در سال ۱۷۵۶ ساخته شد.